# Georgischer Fußball-Supercup
Der Georgische Fußball-Supercup ist ein georgischer Fußballwettbewerb, in dem zu Beginn einer Saison der georgische Meister und der georgische Pokalsieger der abgelaufenen Saison in einem einzigen Spiel aufeinandertreffen.
Sollte eine Mannschaft das Double gewonnen haben, spielt diese Mannschaft gegen den Finalisten des Pokalwettbewerbs, was 1996, 1997 und 2013 der Fall war.

## Die Endspiele im Überblick
| Jahr                                | Austragungsort | Sieger                                 | Ergebnis             | Finalist                         |
| ----------------------------------- | -------------- | -------------------------------------- | -------------------- | -------------------------------- |
| 1996                                | Batumi         | Dinamo Tiflis                          | 4:0                  | FC Dinamo Batumi (Pokalfinalist) |
| 1997                                | Kutaissi       | Dinamo Tiflis                          | 4:1                  | FC Dinamo Batumi (Pokalfinalist) |
| 1998                                | Batumi         | FC Dinamo Batumi                       | 2:1                  | Dinamo Tiflis                    |
| 1999                                | Tiflis         | Dinamo Tiflis                          | 1:0                  | Torpedo Kutaissi                 |
| von 2000 bis 2004 nicht ausgespielt |                |                                        |                      |                                  |
| 2005                                | Batumi         | Dinamo Tiflis                          | 1:0                  | Lokomotive Tiflis                |
| 2006                                | Tiflis         | Ameri Tiflis                           | 1:0                  | Sioni Bolnissi                   |
| 2007                                | Gori           | Ameri Tiflis                           | 4:1                  | Metalurgi Rustawi                |
| 2008                                | Tiflis         | Dinamo Tiflis                          | 1:0                  | FC Sestaponi                     |
| 2009                                | Rustawi        | WIT Georgia Tiflis                     | 2:1                  | Dinamo Tiflis                    |
| 2010                                | Tiflis         | Metalurgi Rustawi                      | 2:0                  | WIT Georgia Tiflis               |
| 2011                                | Tiflis         | FC Sestaponi                           | 3:1                  | FC Gagra Tiflis                  |
| 2012                                | Tiflis         | FC Sestaponi                           | 0:0 n. V., 4:2 i. E. | FC Dila Gori                     |
| 2013                                | Tiflis         | Tschichura Satschchere (Pokalfinalist) | 1:0                  | Dinamo Tiflis                    |
| 2014                                | Tiflis         | Dinamo Tiflis                          | 1:0                  | Tschichura Satschchere           |
| 2015                                | Tiflis         | Dinamo Tiflis                          | 1:0                  | FC Dila Gori                     |
| 2016 nicht ausgetragen              |                |                                        |                      |                                  |
| 2017                                | Martwili       | FC Samtredia                           | 2:1                  | Torpedo Kutaissi                 |
| 2018                                | Tiflis         | Torpedo Kutaissi                       | 2:1                  | Tschichura Satschchere           |
| 2019                                | Gori           | Torpedo Kutaissi                       | 1:0                  | FC Saburtalo Tiflis              |
| 2020                                | Tiflis         | FC Saburtalo Tiflis                    | 1:0                  | Dinamo Tiflis                    |
| 2021                                | Tiflis         | Dinamo Tiflis                          | 2:2, 5:4 i. E.       | FC Gagra Tiflis                  |
| 2022                                | Kutaissi       | FC Dinamo Batumi                       | 0:0, 7:6 i. E.       | FC Saburtalo Tiflis              |
| 2023                                | Tiflis         | Dinamo Tiflis                          | 1:1, 4:3 i. E.       | FC Dinamo Batumi                 |
| 2024                                | Tiflis         | Torpedo Kutaissi                       | 2:1                  | Dinamo Tiflis                    |
| 2025                                | Tiflis         | FC Dila Gori                           | 2:0                  | FC Spaeri Tiflis                 |

### Rangliste der Sieger und Finalisten
| Rang | Verein                 | Titel | Jahr(e) *                                            | FT |
| ---- | ---------------------- | ----- | ---------------------------------------------------- | -- |
| 1    | Dinamo Tiflis          | 9     | 1996, 1997, 1999, 2005, 2008, 2014, 2015, 2021, 2023 | 5  |
| 2    | Torpedo Kutaissi       | 3     | 2018, 2019, 2024                                     | 2  |
| 3    | FC Dinamo Batumi       | 2     | 1998, 2022                                           | 3  |
| 4    | FC Sestaponi           | 2     | 2011, 2012                                           | 1  |
| 5    | Ameri Tiflis           | 2     | 2006, 2007                                           | /  |
| 6    | Tschichura Satschchere | 1     | 2013                                                 | 2  |
|      | FC Saburtalo Tiflis    | 1     | 2020                                                 | 2  |
|      | FC Dila Gori           | 1     | 2025                                                 | 2  |
| 9    | WIT Georgia Tiflis     | 1     | 2009                                                 | 1  |
|      | Metalurgi Rustawi      | 1     | 2010                                                 | 1  |
| 11   | FC Samtredia           | 1     | 2017                                                 | /  |
| 12   | FC Gagra Tiflis        |       |                                                      | 2  |
| 13   | FC Spaeri Tiflis       |       |                                                      | 1  |
|      | Lokomotive Tiflis      |       |                                                      | 1  |
|      | Sioni Bolnissi         |       |                                                      | 1  |